# Pratt River
Der Pratt River ist ein Fluss im King County im US-Bundesstaat Washington. Er ist ein Zufluss des Middle Fork Snoqualmie River. Er wurde nach dem Prospektor George A. Pratt benannt, der 1887 nahegelegene Eisenerz-Lagerstätten entdeckte.
Der Fluss hat seinen Ursprung im winzigen Upper Melakwa Lake. Er startet als kleiner Bach in der Nähe des Seeabflusses. Der Fluss fließt bald in den größeren und besser bekannten Melakwa Lake. Nach dem Verlassen des Melakwa Lake, stürzt er über einen Steilhang und wendet sich unterhalb des Falls nach Norden. Der Fluss fließt allgemein nordwärts bis zu seiner Mündung in den Middle Fork Snoqualmie River.

## Zuflüsse
- Tushohatchie Creek
- Kulla Kulla Creek
- Kaleetan Creek
- Thompson Creek